# Nicola Lacorte
Nicola Lacorte, também conhecido como Niko Lacorte (Pisa, 1 de junho de 2007) é um automobilista italiano que atualmente compete no Campeonato de Fórmula 3 da FIA com a equipe DAMS Lucas Oil.

## Biografia
Natural de Pisa, Nicola Lacorte é filho de Roberto Lacorte, empresário do ramo farmacêutico, velejador e piloto que disputou a European Le Mans Series, o Mundial de Endurance e as 24 Horas de Le Mans, além de ser proprietário da Cetilar Racing.

## Carreira

### Kart
Lacorte começou no kart aos seis anos, competindo profissionalmente até 2021, quando terminou em 56º no Campeonato Europeu de Kart da FIA.

### Fórmula 4
Lacorte estreou nos monopostos em 2022, ao disputar as últimas rodadas do Campeonato Italiano de Fórmula 4 com a equipe Iron Lynx. Pontuou apenas em sua corrida de estreia, no Red Bull Ring, quando foi décimo colocado, e se classificou em 28º e antepenúltimo lugar.

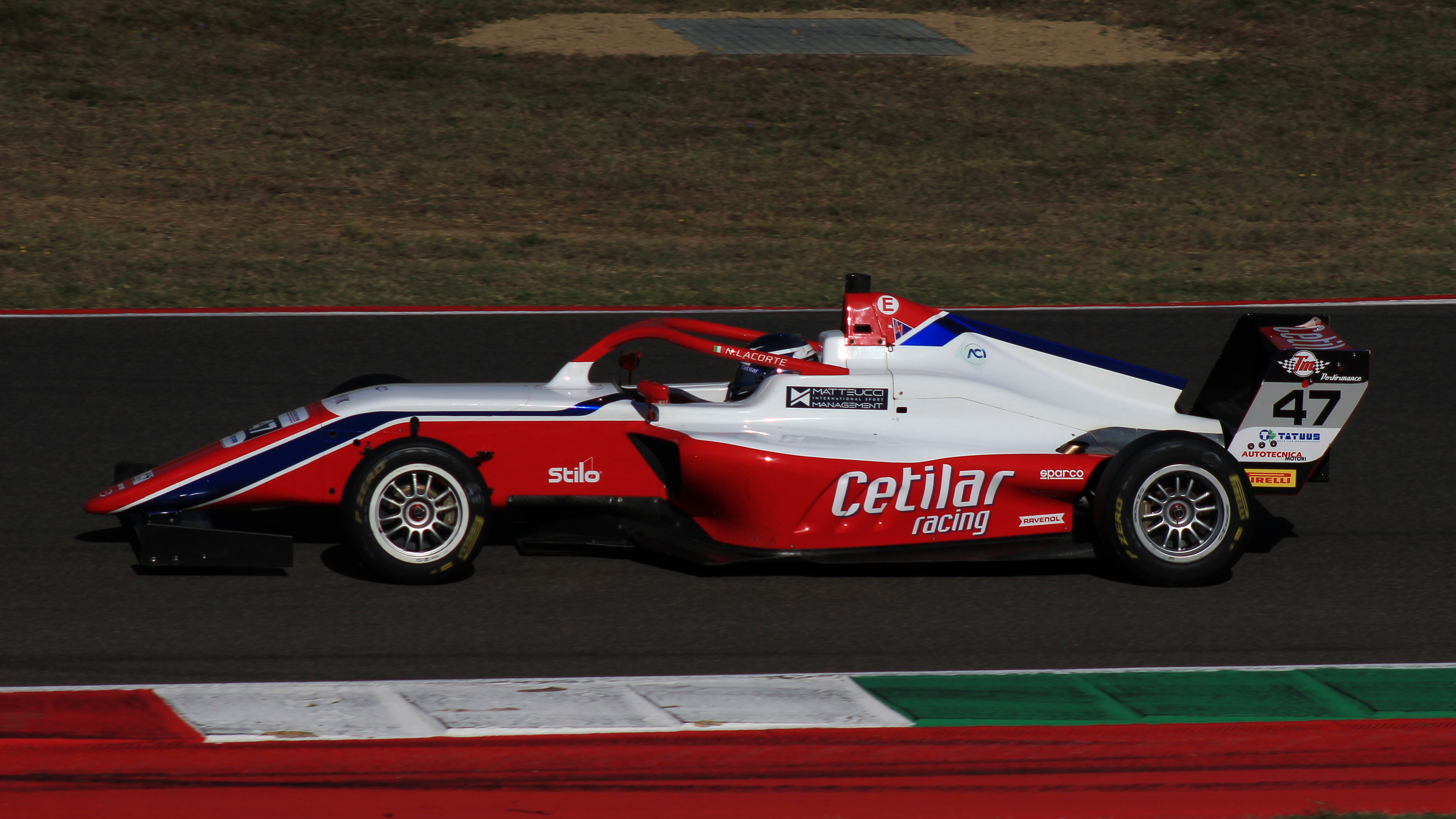
Lacorte guiando a Prema na etapa de Mugello da Fórmula 4 Italiana de 2023

Para 2023, se juntou à Prema Racing para correr tanto na F4 Italiana quanto no Campeonato dos Emirados Árabes Unidos de Fórmula 4. Na competição emiradense, ele conseguiu pontuar só duas vezes, tendo como melhor resultado um oitavo lugar em Yas Marina, e ficou em 24º na classificação com cinco pontos. Já na Fórmula 4 Italiana, ele começou bem a temporada com um terceiro lugar no pódio na primeira corrida em Ímola. Pouco depois, Lacorte conquistou sua primeira vitória durante a terceira corrida dessa mesma rodada, depois que o pole e companheiro de equipe Ugo Ugochukwu foi eliminado na volta de abertura. No entanto, esses foram seus únicos pódios da temporada, já que Lacorte ficou em nono lugar na classificação com apenas sete pontos adicionais, totalizando 75 pontos. Já entre os estreantes, Lacorte ficou em quinto lugar.
Paralelamente, Lacorte disputou a Euro 4 em 2023, onde pontuou em seis das nove etapas e teve como melhor resultado um quarto lugar em Barcelona. Terminou a competição em nono lugar, com 57,5 pontos.

### Fórmula Regional

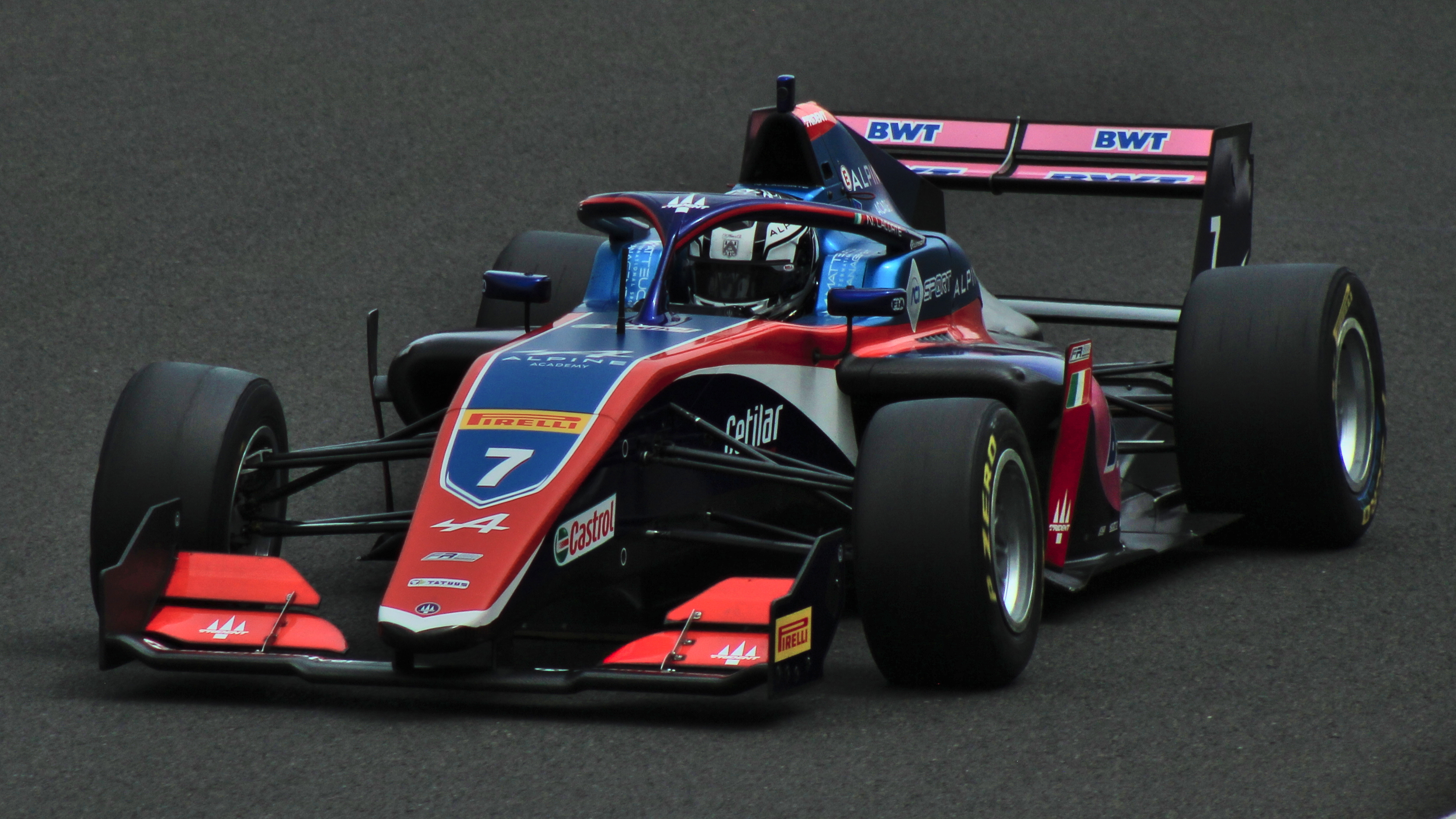
Lacorte na etapa da Hungria da Fórmula Regional Europeia de 2024

Lacorte participou do Campeonato de Fórmula Regional da Oceania de 2024 com a equipe M2 Competition. Ele participou das três primeiras rodadas do ano e venceu uma corrida no Hampton Downs Motorsport Park. Ele terminou em décimo na classificação geral do campeonato.
Para sua campanha principal, Lacorte foi promovido ao Campeonato de Fórmula Regional Europeia com a Trident. Teve uma temporada difícil, conseguindo apenas terminar nos pontos duas vezes com o décimo lugar em Spa-Francorchamps e Paul Ricard. Com três pontos, o italiano terminou em 21º na classificação geral.

### Fórmula 3
Em outubro de 2024, Lacorte foi anunciado para competir no Campeonato de Fórmula 3 da FIA de 2025, com a equipe DAMS Lucas Oil, ao lado de Christian Ho e Matías Zagazeta. O início da temporada do italiano foi difícil, com seu melhor resultado sendo o 15º lugar na corrida sprint de Ímola. Na rodada de Mônaco, Lacorte foi desclassificado da qualificação após receber assistência externa para retornar à pista, mas voltou à sessão mesmo depois de receber a bandeira preta. Ele então abandonou após causar uma colisão com Santiago Ramos durante a corrida sprint, recebendo uma penalidade no grid. Mais sete pontos de penalidade foram adicionados no próximo evento em Barcelona, onde Lacorte bateu em José Garfias na classificação, frustrado após acreditar que o mexicano tinha feito brake test. Durante a corrida principal, Lacorte causou uma colisão com Brando Badoer na curva 1, ganhando um 12º ponto de penalidade que resultou em seu banimento da rodada seguinte na Áustria.

### Fórmula 1
Em dezembro de 2023, Lacorte ingressou no programa de jovens pilotos da Alpine, a Alpine Academy.

### Corridas de resistência
Em janeiro de 2025, Nicola disputou as 24 Horas de Daytona pela equipe Cetilar Racing ao lado de Antonio Fuoco, Lorenzo Patrese e de seu pai Roberto. O quarteto do carro número 47 abandonou a prova.

## Resultados

### Resumo da carreira
| Temporada | Categoria                         | Equipe         | Corridas | Vitórias | Poles | V.M.R. | Pódios | Pontos | Posição |
| --------- | --------------------------------- | -------------- | -------- | -------- | ----- | ------ | ------ | ------ | ------- |
| 2022      | Fórmula 4 Italiana                | Iron Lynx      | 8        | 0        | 0     | 0      | 0      | 1      | 28º     |
| 2023      | Fórmula 4 Emiradense              | Prema Racing   | 15       | 0        | 0     | 0      | 0      | 5      | 24º     |
| 2023      | Fórmula 4 Italiana                | Prema Racing   | 21       | 1        | 1     | 0      | 2      | 75     | 9º      |
| 2023      | Euro 4                            | Prema Racing   | 9        | 0        | 0     | 0      | 0      | 57,5   | 9º      |
| 2024      | Fórmula Regional da Oceania       | M2 Competition | 9        | 1        | 0     | 1      | 2      | 130    | 10º     |
| 2024      | Fórmula Regional Europeia         | Trident        | 20       | 0        | 0     | 1      | 0      | 3      | 21º     |
| 2025      | Fórmula 3                         | DAMS Lucas Oil | 10       | 0        | 0     | 0      | 0      | 0*     | 28º*    |
| 2025      | IMSA SportsCar Championship - GTD | Cetilar Racing | 1        | 0        | 0     | 0      | 0      | 122    | 63º*    |